# Мазков, Евдоким Константинович
Евдоким Константинович Мазков (1922—1977) — капитан Советской Армии, участник Великой Отечественной войны, Герой Советского Союза (1944).

## Биография
Евдоким Мазков родился 20 июня 1922 года в селе Мартук (ныне — Актюбинская область Казахстана). Русский. С 1932 года жил в городе Джалал-Абад (ныне — Кыргызстан), где окончил восемь классов школы. Позднее жил в городе Фрунзе (ныне — Бишкек), где окончил аэроклуб. В 1941 году Мазков был призван на службу в Рабоче-крестьянскую Красную армию. В 1942 году он окончил Чкаловскую военную авиационную школу пилотов. С апреля 1943 года — на фронтах Великой Отечественной войны.
К марту 1944 года старший лейтенант Евдоким Мазков командовал звеном 237-го штурмового авиаполка 305-й штурмовой авиадивизии 9-го смешанного авиакорпуса 17-й воздушной армии 3-го Украинского фронта. К тому времени он совершил 85 боевых вылетов на штурмовку скоплений боевой техники и живой силы противника, нанеся ему большие потери.
Указом Президиума Верховного Совета СССР от 1 июля 1944 года за «мужество и героизм, проявленные при нанесении штурмовых ударов по врагу» старший лейтенант Евдоким Мазков был удостоен высокого звания Героя Советского Союза с вручением ордена Ленина и медали «Золотая Звезда» за номером 3964.
В октябре 1944 года в воздушном бою Мазков получил тяжёлое ранение в голову, но сумел успешно посадить самолёт. После этого он был отстранён от лётной работы по состоянию здоровья. В 1948 году в звании капитана Мазков был уволен в запас. Проживал в Джалал-Абаде, работал в горкоме ДОСААФ. Умер 11 июля 1977 года.
Был также награждён двумя орденами Красного Знамени (21.10.1943; 19.06.1944), орденами Отечественной войны 1-й степени (19.10.1943) и Красной Звезды (24.07.1943), рядом медалей.